# Sinagoga de Luis de Torres
La Sinagoga de Luis de Torres  (en inglés: Luis de Torres Synagogue) es una sinagoga en el archipiélago y nación de las Bahamas. El nombre de Luis de Torres, le fue asignado por un judío converso al catolicismo que navegó con Cristóbal Colón al nuevo mundo, se encuentra entre dos iglesias en la ciudad de Freeport.